# Jaskinia Kokonowa
Jaskinia Kokonowa – jaskinia w Dolinie Chochołowskiej w Tatrach Zachodnich. Wejście do niej położone jest we wschodniej grani Bobrowca, na południe od Wielkich Turni, w pobliżu Zawiesistej, na wysokości 1240 m n.p.m. Długość jaskini wynosi 12 metrów, a jej deniwelacja 5,5 metra.

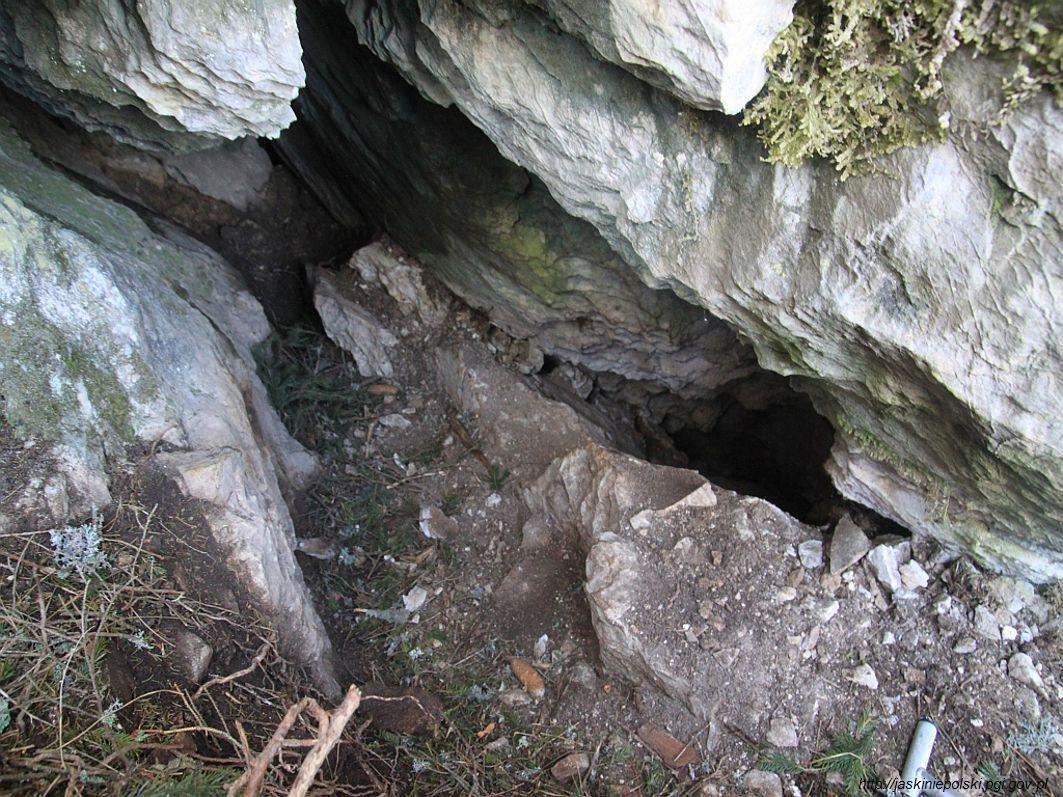
Otwór jaskini

## Opis jaskini
Jaskinię stanowi 5,5-metrowa studnia nazwana Tubą, którą przecinają w poprzek krótkie, szczelinowe korytarze. Pierwszy korytarz nazwany Korytarzem Pająków znajduje się zaraz przy niewielkim otworze wejściowym. Drugi nazwany Szczeliną znajduje się mniej więcej w połowie studni i łączy się z powierzchnią przez niewielką szczelinę. Na dnie studni znajduje się trzeci korytarz nazwany Korytarzem Komarów.

W jaskini można spotkać mleko wapienne. Ściany są suche, brak jest na nich roślinności. Znajdują się w niej duże i liczne kokony pająków. Stąd nazwa jaskini.

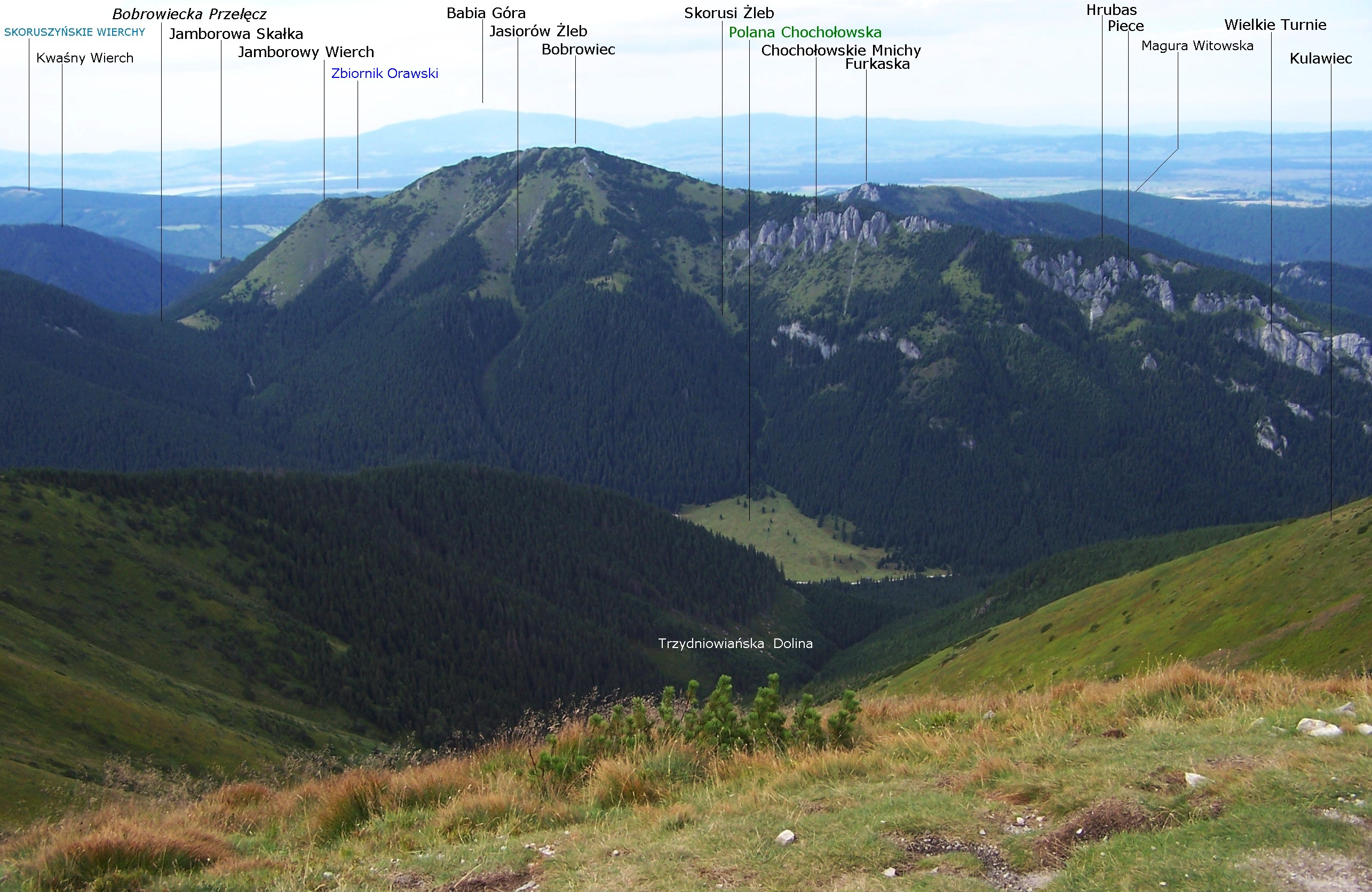
Bobrowiec, widok z Trzydniowiańskiego Wierchu

## Historia odkryć
Jaskinia została odkryta przez grotołazów z TKG Vertical w Zakopanem w 2014 roku. Jej plan i opis sporządziła Sylwia Solarczyk przy pomocy G. Albrzykowskiego, Z. Gruszki i K. Kołodziejczyka.